# Confine tra Kosovo e Macedonia del Nord
Il confine tra il Kosovo e la Macedonia del Nord è lungo 159 km e separa la parte sud-orientale del Kosovo dalla parte nord-occidentale della Macedonia del Nord. 

## Geografia
Dal triplice confine Kosovo - Serbia - Macedonia del Nord (vicino a Presevo, Serbia), il tracciato segue una linea a serpentina in direzione sud-ovest fino al fiume Lepenac, per poi proseguire verso nord-ovest intorno a Strpce. Il confine vira verso sud-ovest e successivamente in direzione sud fino all'estremità meridionale del Kosovo, sul fiume Radika. Il confine finisce in un breve tratto tortuoso verso ovest fino al triplice confine Kosovo-Macedonia del Nord-Albania.

## Riconoscimento
Questo confine è considerato esistente con il riconoscimento da parte della Corte internazionale di giustizia (ONU) dell'Aia nel luglio 2010 in seguito alla dichiarazione dell'indipendenza del Kosovo dalla Serbia. La Macedonia del Nord considera di condividere una frontiera comune col Kosovo riconoscendone l'indipendenza.